# Lendvai Zoltán
Lendvai Zoltán (Budapest, 1967. november 4. –) magyar színházi rendező, Varga Izabella színésznő férje. Két lánygyermekük van, Anna és Sára.

## Életpályája
1992-ben végzett a Színház- és Filmművészeti Főiskola rendezői szakán. 1992–1995 között a Veszprémi Petőfi Színházban dolgozott. 1995–1998 között a kecskeméti Katona József Színház főrendezője volt. 1998 óta szabadfoglalkozású; a Maladype Találkozások Színházának tagja.

## Fesztiválok, díjak
- 1990. Országos Színházi Fesztivál, Kaposvár - rendezői különdíj, a legjobb díszlet díja a Szarvaskirály című előadásért
- 2001. BITEF, Belgrád, Jugoszlávia - a Vérnász c. produkció vendégjátéka
- 2001. Nemzetközi Televíziós Fesztivál, Varsó, Lengyelország - a zsűri fődíja
- Európa-díj, a Vérnász című előadás televíziós felvételéért

## Rendezései

### Móricz Zsigmond Színház
- Carlo Gozzi: A Szarvaskirály
- Carlo Goldoni: Terecske
- Stephen Poliakoff: A természet lágy ölén

### Petőfi Színház
- John Millington Synge: A nyugati világ bajnoka
- Bohumil Hrabal: Bambini di Praga
- Molière: Dandin György
- Vu Cseng-en (kínai)-Lendvai Zoltán-Révész Ágota: Keselyűhegy
- Csukás István: Ágacska
- Frank Lyman Baum-Schwajda György: Óz, a nagy varázsló

### Vígszínház
- Joe Orton: Amit a lakáj látott

### Katona József Színház (Kecskemét)
- Carlo Goldoni: Chioggiai csetepaté
- Eisemann Mihály-Szilágyi László: Én és a kisöcsém
- Brian Friel: Pogánytánc
- Federico García Lorca: Yerma
- Andrew Lloyd Webber-Tim Rice: Jézus Krisztus szupersztár
- Ivan Szergejevics Turgenyev: Egy hónap falun

### Csokonai Színház
- Eduardo De Filippo: Szombat, vasárnap, hétfő
- Alexandre Dumas-Várady Szabolcs: A három testőr, avagy az élők mindig gyanúsak
- Ábrahám Pál-Alfred Grünwald-Fritz Löhner-Beda: Bál a Savoyban

### József Attila Színház
- Michael Frayn: Ugyanaz hátulról

Szigligeti Színház
● Michael Frayen: Függöny fel!